# Igreja Matriz de Veiga de Lila
A Igreja Matriz de Veiga de Lila, ou Igreja de Nossa Senhora das Neves, é um templo da freguesia de Veiga de Lila, município de Valpaços datando do início do século XVIII.

## Descrição
A Igreja Matriz de Veiga de Lila é do estilo Barroco sendo composta por uma duas naves, separadas por um Arco Romano de volta inteira ( Arco Pleno-Cintro), na base do qual estão implantados dois altares colaterais, estando o Altar-Mor no topo da nave mais pequena.
A torre sineira, com dois sinos é encimada por uma cruz latina e dois colunelos laterais, que define com rigor o estilo Galaico/Transmontano, estando a frente da igreja voltada para Sul, o que constitui uma rara excepção, porque a maioria destas construções encontra-se virada a nascente.